# Liste der Kulturdenkmale in Berlin-Pankow

Lage von Pankow in Berlin

In der Liste der Kulturdenkmale von Pankow sind die Kulturdenkmale des Berliner Ortsteils Pankow im Bezirk Pankow aufgeführt. Die Übersicht besteht aus drei Einzeltabellen, die zunächst komplexe Denkmalbereiche zeigen, danach folgen die Einzel-Baudenkmale und als drittes gibt es die Gartendenkmale.

## Denkmalbereiche (Ensembles)
| Nr.      | Lage | Offizielle Bezeichnung | Bestandteile / Beschreibung | Bild                                |
| -------- | --- | --- | --- | ----------------------------------- |
| 09085219 | Breite Straße 41B–46, 48 (Lage) | Wohnhaus, Villen, Mietshaus, Stallgebäude Baudenkmale siehe: Breite Straße 43; 45; 48 | Weitere Bestandteile des Ensembles: | Weitere Bestandteile des Ensembles: |
| 09085219 | Breite Straße 41B–46, 48 (Lage) | Wohnhaus, Villen, Mietshaus, Stallgebäude Baudenkmale siehe: Breite Straße 43; 45; 48 | 09085220 – Breite Straße 41B, Wohnhaus, um 1880 |                                     |
| 09085219 | Breite Straße 41B–46, 48 (Lage) | Wohnhaus, Villen, Mietshaus, Stallgebäude Baudenkmale siehe: Breite Straße 43; 45; 48 | 09085221 – Breite Straße 42, Mietshaus, um 1900 |                                     |
| 09085219 | Breite Straße 41B–46, 48 (Lage) | Wohnhaus, Villen, Mietshaus, Stallgebäude Baudenkmale siehe: Breite Straße 43; 45; 48 | 09085223 – Breite Straße 43A, Stall, um 1890 |                                     |
| 09085219 | Breite Straße 41B–46, 48 (Lage) | Wohnhaus, Villen, Mietshaus, Stallgebäude Baudenkmale siehe: Breite Straße 43; 45; 48 | 09085224 – Breite Straße 44, Vorstadtvilla, um 1900 |                                     |
| 09085219 | Breite Straße 41B–46, 48 (Lage) | Wohnhaus, Villen, Mietshaus, Stallgebäude Baudenkmale siehe: Breite Straße 43; 45; 48 | 09085226 – Breite Straße 46, Villa, um 1890, Umbauten um 1960 |                                     |
| 09085219 | Breite Straße 41B–46, 48 (Lage) | Wohnhaus, Villen, Mietshaus, Stallgebäude Baudenkmale siehe: Breite Straße 43; 45; 48 | Nicht konstituierender Bestandteil des Ensembles: Breite Straße 42A |                                     |
| 09085235 | Florastraße 27, 31–32 Florapromenade 1, 29 (Lage) | Wohnhaus, Mietshäuser | Bestandteile des Ensembles: | Bestandteile des Ensembles:         |
| 09085235 | Florastraße 27, 31–32 Florapromenade 1, 29 (Lage) | Wohnhaus, Mietshäuser | 09085236 – Florastraße 27 / Florapromenade 1, Mietshaus mit Fries in Tordurchfahrt, 1911 |                                     |
| 09085235 | Florastraße 27, 31–32 Florapromenade 1, 29 (Lage) | Wohnhaus, Mietshäuser | Fries in Tordurchfahrt, um 1910 |                                     |
| 09085235 | Florastraße 27, 31–32 Florapromenade 1, 29 (Lage) | Wohnhaus, Mietshäuser | 09085237 – Florastraße 31 / Florapromenade 29, Mietshaus, 1911 |                                     |
| 09085235 | Florastraße 27, 31–32 Florapromenade 1, 29 (Lage) | Wohnhaus, Mietshäuser | 09085238 – Florastraße 32, hinteres Wohnhaus, 1883 |                                     |
| 09085235 | Florastraße 27, 31–32 Florapromenade 1, 29 (Lage) | Wohnhaus, Mietshäuser | vorderes Mietshaus, 1892, Ladenumbau 1916 |                                     |
| 09050478 | Galenusstraße 6–24 Achtermannstraße 8–10, 38–48 Bleicheroder Straße 28–30 Klaustaler Straße 12–21 Paracelsusstraße 1–13, 50–54 Prießnitzstraße 1–18 Würtzstraße 1/23 (Lage) | Wohnanlagen Gesamtanlagen siehe: Achtermannstraße 38–48 Galenusstraße 6–24 Gartendenkmale siehe: Achtermannstraße 38–48 Galenusstraße 6–16 | Weiterer Bestandteil des Ensembles: | Weiterer Bestandteil des Ensembles: |
| 09050478 | Galenusstraße 6–24 Achtermannstraße 8–10, 38–48 Bleicheroder Straße 28–30 Klaustaler Straße 12–21 Paracelsusstraße 1–13, 50–54 Prießnitzstraße 1–18 Würtzstraße 1/23 (Lage) | Wohnanlagen Gesamtanlagen siehe: Achtermannstraße 38–48 Galenusstraße 6–24 Gartendenkmale siehe: Achtermannstraße 38–48 Galenusstraße 6–16 | 09085395 – Würtzstraße 1–23 / Achtermannstraße 8–10 / Bleicheroder Straße 28–30, Wohnanlage, 1935 |                                     |
| 09050562 | Kissingenstraße 21A–32, 35–36 Dettelbacher Weg 2/8, 9–51 Forchheimer Straße 1/27 Gemündener Straße 1/23, 24–42 Granitzstraße 9–32, 34–43, 47, 48, 52 Haßfurter Weg 1–18 Karlstadter Straße 1/7, 4/20, 21–39, 40/44 Kissingenplatz 1–4, 8–13 Laudaer Straße 1–8, 10/40 Miltenberger Weg 1–21 Neumannstraße 16, 18–55 Obernburger Weg 11–12A Prenzlauer Promenade 107–144 Retzbacher Weg 4, 6, 12/32, 39–56, 57/61, 62–84, 86 Stubnitzstraße 2–24 Zeiler Weg 1/11, 12–15, 16/20, 21, 22/26, 27–31, 43–46 Zellinger Weg 11, 12 (Lage) | Kissingenviertel, Wohnanlagen mit Vorgärten, Innenhöfen und straßenbegleitenden Grünanlagen Gesamtanlagen siehe: Forchheimer Straße 1/27 Gemündener Straße 1/41 Granitzstraße 9–20; 21–24; 29–32… Karlstadter Straße 4/6; 8/18 Kissingenplatz 11–13 Kissingenstraße 35–36 Prenzlauer Promenade 129–143 Baudenkmal siehe: Zeiler Weg 46 | Weitere Bestandteile des Ensembles: | Weitere Bestandteile des Ensembles: |
| 09050562 | Kissingenstraße 21A–32, 35–36 Dettelbacher Weg 2/8, 9–51 Forchheimer Straße 1/27 Gemündener Straße 1/23, 24–42 Granitzstraße 9–32, 34–43, 47, 48, 52 Haßfurter Weg 1–18 Karlstadter Straße 1/7, 4/20, 21–39, 40/44 Kissingenplatz 1–4, 8–13 Laudaer Straße 1–8, 10/40 Miltenberger Weg 1–21 Neumannstraße 16, 18–55 Obernburger Weg 11–12A Prenzlauer Promenade 107–144 Retzbacher Weg 4, 6, 12/32, 39–56, 57/61, 62–84, 86 Stubnitzstraße 2–24 Zeiler Weg 1/11, 12–15, 16/20, 21, 22/26, 27–31, 43–46 Zellinger Weg 11, 12 (Lage) | Kissingenviertel, Wohnanlagen mit Vorgärten, Innenhöfen und straßenbegleitenden Grünanlagen Gesamtanlagen siehe: Forchheimer Straße 1/27 Gemündener Straße 1/41 Granitzstraße 9–20; 21–24; 29–32… Karlstadter Straße 4/6; 8/18 Kissingenplatz 11–13 Kissingenstraße 35–36 Prenzlauer Promenade 129–143 Baudenkmal siehe: Zeiler Weg 46 | 09050575 – Dettelbacher Weg 2–26 / Kissingenstraße 25–25A / Prenzlauer Promenade 116–128 / Zeiler Weg 28/44, Wohnanlage, 1931–32 von Paul Mebes                                                       |                                     |
| 09050562 | Kissingenstraße 21A–32, 35–36 Dettelbacher Weg 2/8, 9–51 Forchheimer Straße 1/27 Gemündener Straße 1/23, 24–42 Granitzstraße 9–32, 34–43, 47, 48, 52 Haßfurter Weg 1–18 Karlstadter Straße 1/7, 4/20, 21–39, 40/44 Kissingenplatz 1–4, 8–13 Laudaer Straße 1–8, 10/40 Miltenberger Weg 1–21 Neumannstraße 16, 18–55 Obernburger Weg 11–12A Prenzlauer Promenade 107–144 Retzbacher Weg 4, 6, 12/32, 39–56, 57/61, 62–84, 86 Stubnitzstraße 2–24 Zeiler Weg 1/11, 12–15, 16/20, 21, 22/26, 27–31, 43–46 Zellinger Weg 11, 12 (Lage) | Kissingenviertel, Wohnanlagen mit Vorgärten, Innenhöfen und straßenbegleitenden Grünanlagen Gesamtanlagen siehe: Forchheimer Straße 1/27 Gemündener Straße 1/41 Granitzstraße 9–20; 21–24; 29–32… Karlstadter Straße 4/6; 8/18 Kissingenplatz 11–13 Kissingenstraße 35–36 Prenzlauer Promenade 129–143 Baudenkmal siehe: Zeiler Weg 46 | 09050576 – Dettelbacher Weg 9/25, 30/50 / Haßfurter Weg 1, 3–18 / Kissingenstraße 26–27A / Prenzlauer Promenade 107–115 / Retzbacher Weg 40/56 / Zeiler Weg 20/26, 27/31, 43, 45, Wohnanlage, um 1935 |                                     |
| 09050562 | Kissingenstraße 21A–32, 35–36 Dettelbacher Weg 2/8, 9–51 Forchheimer Straße 1/27 Gemündener Straße 1/23, 24–42 Granitzstraße 9–32, 34–43, 47, 48, 52 Haßfurter Weg 1–18 Karlstadter Straße 1/7, 4/20, 21–39, 40/44 Kissingenplatz 1–4, 8–13 Laudaer Straße 1–8, 10/40 Miltenberger Weg 1–21 Neumannstraße 16, 18–55 Obernburger Weg 11–12A Prenzlauer Promenade 107–144 Retzbacher Weg 4, 6, 12/32, 39–56, 57/61, 62–84, 86 Stubnitzstraße 2–24 Zeiler Weg 1/11, 12–15, 16/20, 21, 22/26, 27–31, 43–46 Zellinger Weg 11, 12 (Lage) | Kissingenviertel, Wohnanlagen mit Vorgärten, Innenhöfen und straßenbegleitenden Grünanlagen Gesamtanlagen siehe: Forchheimer Straße 1/27 Gemündener Straße 1/41 Granitzstraße 9–20; 21–24; 29–32… Karlstadter Straße 4/6; 8/18 Kissingenplatz 11–13 Kissingenstraße 35–36 Prenzlauer Promenade 129–143 Baudenkmal siehe: Zeiler Weg 46 | 09050571 – Granitzstraße 38, 38A, Kinderheim, um 1930 von Mebes & Emmerich |                                     |
| 09050562 | Kissingenstraße 21A–32, 35–36 Dettelbacher Weg 2/8, 9–51 Forchheimer Straße 1/27 Gemündener Straße 1/23, 24–42 Granitzstraße 9–32, 34–43, 47, 48, 52 Haßfurter Weg 1–18 Karlstadter Straße 1/7, 4/20, 21–39, 40/44 Kissingenplatz 1–4, 8–13 Laudaer Straße 1–8, 10/40 Miltenberger Weg 1–21 Neumannstraße 16, 18–55 Obernburger Weg 11–12A Prenzlauer Promenade 107–144 Retzbacher Weg 4, 6, 12/32, 39–56, 57/61, 62–84, 86 Stubnitzstraße 2–24 Zeiler Weg 1/11, 12–15, 16/20, 21, 22/26, 27–31, 43–46 Zellinger Weg 11, 12 (Lage) | Kissingenviertel, Wohnanlagen mit Vorgärten, Innenhöfen und straßenbegleitenden Grünanlagen Gesamtanlagen siehe: Forchheimer Straße 1/27 Gemündener Straße 1/41 Granitzstraße 9–20; 21–24; 29–32… Karlstadter Straße 4/6; 8/18 Kissingenplatz 11–13 Kissingenstraße 35–36 Prenzlauer Promenade 129–143 Baudenkmal siehe: Zeiler Weg 46 | 09050574 – Laudaer Straße 14–40 / Obernburger Weg 11–12A / Prenzlauer Promenade 144 / Zellinger Weg 12, Wohnanlage, um 1930 von Walter Borchard und Georg Thoféhrn, um 1950                           |                                     |
| 09085397 | Kreuzstraße 8–10 (Lage) | Mietshäuser | Bestandteile des Ensembles: | Bestandteile des Ensembles:         |
| 09085397 | Kreuzstraße 8–10 (Lage) | Mietshäuser | 09085398 – Kreuzstraße 8, Mietshaus mit Einfriedung, 1895 |                                     |
| 09085397 | Kreuzstraße 8–10 (Lage) | Mietshäuser | 09085399 – Kreuzstraße 9, Mietshaus mit Einfriedung, 1892 |                                     |
| 09085397 | Kreuzstraße 8–10 (Lage) | Mietshäuser | 09085400 – Kreuzstraße 10, Mietshaus, 1893–94 |                                     |
| 09085403 | Prenzlauer Promenade Am Feuchten Winkel (Lage) | Betriebswerk Pankow Baudenkmale siehe: Prenzlauer Promenade, Rundschuppen; Ringlokschuppen; Sozialgebäude | 1893–1961, mit Rundschuppen, Ringlokschuppen, Drehscheiben, Gleisanlage, Sozialgebäude |                                     |
| 09085228 | Wolfshagener Straße 68, 72/74, 73/79 Eintrachtstraße 5–6 Kavalierstraße 9, 11 (Lage) | Mietwohnhäuser mit Vorgärten | Bestandteile des Ensembles: | Bestandteile des Ensembles:         |
| 09085228 | Wolfshagener Straße 68, 72/74, 73/79 Eintrachtstraße 5–6 Kavalierstraße 9, 11 (Lage) | Mietwohnhäuser mit Vorgärten | 09085231 – Wolfshagener Straße 68 / Eintrachtstraße 6, Mietshaus, 1905 von Wilhelm Blankenhorn und Johannes Jäger                                                                                     |                                     |
| 09085228 | Wolfshagener Straße 68, 72/74, 73/79 Eintrachtstraße 5–6 Kavalierstraße 9, 11 (Lage) | Mietwohnhäuser mit Vorgärten | 09085230 – Wolfshagener Straße 72 / Eintrachtstraße 5, Mietshaus, 1909 von Wilhelm Blankenhorn und Johannes Jäger                                                                                     |                                     |
| 09085228 | Wolfshagener Straße 68, 72/74, 73/79 Eintrachtstraße 5–6 Kavalierstraße 9, 11 (Lage) | Mietwohnhäuser mit Vorgärten | 09085234 – Wolfshagener Straße 73, Mietshaus, 1910–1911 von Richard Finke |                                     |
| 09085228 | Wolfshagener Straße 68, 72/74, 73/79 Eintrachtstraße 5–6 Kavalierstraße 9, 11 (Lage) | Mietwohnhäuser mit Vorgärten | 09085232 – Wolfshagener Straße 74 / Kavalierstraße 9, Mietshaus, um 1909 von Emil Böttcher |                                     |
| 09085228 | Wolfshagener Straße 68, 72/74, 73/79 Eintrachtstraße 5–6 Kavalierstraße 9, 11 (Lage) | Mietwohnhäuser mit Vorgärten | 09085213 – Wolfshagener Straße 75, Mietshaus, um 1910 |                                     |
| 09085228 | Wolfshagener Straße 68, 72/74, 73/79 Eintrachtstraße 5–6 Kavalierstraße 9, 11 (Lage) | Mietwohnhäuser mit Vorgärten | 09085233 – Wolfshagener Straße 77–79 / Kavalierstraße 11, Mietshaus, 1909–1911 von Emil Böttcher |                                     |

## Denkmalbereiche (Gesamtanlagen)
| Nr.      | Lage | Offizielle Bezeichnung                                                                                                   | Beschreibung | Bild                                                               |
| -------- | --- | --- | --- | ------------------------------------------------------------------ |
| 09050577 | Achtermannstraße 1–7 Bleicheroder Straße 31, 32–37 Mendelstraße 28–38 (Lage)                                                                                         | Wohnanlage mit Innenhof und Vorgarten                                                                                    | 1922–23 von Carl Fenten und Rudolf Klante |                                                                    |
| 09050577 | Achtermannstraße 1–7 Bleicheroder Straße 31, 32–37 Mendelstraße 28–38 (Lage)                                                                                         | Wohnanlage mit Innenhof und Vorgarten                                                                                    | Innenhof |                                                                    |
| 09050479 | Achtermannstraße 38–48 Klaustaler Straße 12–15 Paracelsusstraße 9–13 Prießnitzstraße 11–18 (Lage)                                                                    | Wohnanlage Paracelsusstraße II Bestandteil des Ensembles: Galenusstraße                                                  | Paracelcusstraße, 1927–28 von Josef Tiedemann (siehe auch Gartendenkmal Achtermannstraße 38–48)                                                                                              |                                                                    |
| 09050479 | Achtermannstraße 38–48 Klaustaler Straße 12–15 Paracelsusstraße 9–13 Prießnitzstraße 11–18 (Lage)                                                                    | Wohnanlage Paracelsusstraße II Bestandteil des Ensembles: Galenusstraße                                                  | Klausthaler Straße Ecke Achtermannstraße |                                                                    |
| 09050479 | Achtermannstraße 38–48 Klaustaler Straße 12–15 Paracelsusstraße 9–13 Prießnitzstraße 11–18 (Lage)                                                                    | Wohnanlage Paracelsusstraße II Bestandteil des Ensembles: Galenusstraße                                                  | Prießnitzstraße Wohnblock |                                                                    |
| 09085242 | Amalienpark 1–8 Breite Straße 2–2A Wolfshagener Straße 90–96 (Lage)                                                                                                  | Wohnanlage Amalienpark                                                                                                   | Wohnblock, 1896–97 von Otto March |                                                                    |
| 09085242 | Amalienpark 1–8 Breite Straße 2–2A Wolfshagener Straße 90–96 (Lage)                                                                                                  | Wohnanlage Amalienpark                                                                                                   | 6 Zeilenbauten, 1896–97 von Otto March |                                                                    |
| 09085242 | Amalienpark 1–8 Breite Straße 2–2A Wolfshagener Straße 90–96 (Lage)                                                                                                  | Wohnanlage Amalienpark                                                                                                   | 2 Eingangsbauten, 1896–97 von Otto March |                                                                    |
| 09040273 | Berliner Mauer Dolomitenstraße 47 Maximilianstraße | Berliner Mauer, Grenzanlagen mit Mauerabschnitten und Wachtürmen                                                         | 1961–1989; Hinterlandsicherungsmauer am Bahndamm, ein 10 Meter langes erhaltenes Teilstück der Hinterlandmauer von der Berliner Mauer, im Mai 2020 unter Denkmalschutz gestellt              | Ansicht des Bahndamms mit Resten der Berliner Mauer im Hintergrund |
| 09040273 | Schulzestraße 22 Wilhelm-Kuhr-Straße 30-32, 59-62 Wollankstraße 23                                                                                                   | Berliner Mauer, Grenzanlagen mit Mauerabschnitten und Wachtürmen                                                         | 1961-1989; Grenzstreifen mit Resten der Hinterlandsicherungsmauer, Kolonnenweg, Lichttrasse zwischen S-Bahnhof Wollankstraße und Schulzestraße 22-44                                         |                                                                    |
| 09040273 | Schulzestraße 22 Wilhelm-Kuhr-Straße 30-32, 59-62 Wollankstraße 23                                                                                                   | Berliner Mauer, Grenzanlagen mit Mauerabschnitten und Wachtürmen                                                         | Weitere Abschnitte des Denkmals: siehe Denkmallisten Prenzlauer Berg und Wilhelmsruh |                                                                    |
| 09050578 | Berliner Straße 80–82 Eschengraben 2, 10–14 (Lage) | Willner-Weißbierbrauerei                                                                                                 | Produktionsgebäude mit historischer technischer Ausstattung, um 1860 und um 1905 |                                                                    |
| 09050578 | Berliner Straße 80–82 Eschengraben 2, 10–14 (Lage) | Willner-Weißbierbrauerei                                                                                                 | Maschinenhaus |                                                                    |
| 09050578 | Berliner Straße 80–82 Eschengraben 2, 10–14 (Lage) | Willner-Weißbierbrauerei                                                                                                 | Betriebsgebäude |                                                                    |
| 09050578 | Berliner Straße 80–82 Eschengraben 2, 10–14 (Lage) | Willner-Weißbierbrauerei                                                                                                 | Restaurationsgebäude (ehem. Steuer- und Zollhaus) |                                                                    |
| 09085262 | Breite Straße 3A/B (Lage) | Wohnanlage | 3A, um 1880 |                                                                    |
| 09085262 | Breite Straße 3A/B (Lage) | Wohnanlage | 3B, um 1880 |                                                                    |
| 09085263 | Breite Straße 38 Schulstraße 4 (Lage) | Pfarrhaus | um 1880 |                                                                    |
| 09085263 | Breite Straße 38 Schulstraße 4 (Lage) | Pfarrhaus | Wohn- und Gemeindehaus, um 1900 |                                                                    |
| 09050589 | Brennerstraße 18/48 Brixener Straße 21/25 Trienter Straße 6/10 (Lage)                                                                                                | Wohnzeile Brennerstraße                                                                                                  | 1928–29 von Adolf Zeller |                                                                    |
| 09050580 | Dolomitenstraße 15–39 (Lage) | Wohnanlage Dolomitenstraße                                                                                               | 1929–30 |                                                                    |
| 09085229 | Eintrachtstraße 2–4, 7–9 (Lage) | Wohnanlage Eintrachtstraße, Mietshausgruppe mit Vorgärten                                                                | 1904–05 von Wilhelm Blankenhorn & Jäger |                                                                    |
| 09050581 | Elsa-Brändström-Straße 32, 38–50, 43–49 Trelleborger Straße 45–51, 60, 62 Westerlandstraße 10–14 (Lage)                                                              | Wohnanlage Elsa-Brändström-Straße                                                                                        | Ecke Westerland-/Trelleborgstraße, 1926 von Erich Glas |                                                                    |
| 09050581 | Elsa-Brändström-Straße 32, 38–50, 43–49 Trelleborger Straße 45–51, 60, 62 Westerlandstraße 10–14 (Lage)                                                              | Wohnanlage Elsa-Brändström-Straße                                                                                        | Ecke Trelleborg-/Elsa-Brandström-Straße, 1926 von Erich Glas |                                                                    |
| 09050581 | Elsa-Brändström-Straße 32, 38–50, 43–49 Trelleborger Straße 45–51, 60, 62 Westerlandstraße 10–14 (Lage)                                                              | Wohnanlage Elsa-Brändström-Straße                                                                                        | Elsa-Brandström-Straße, 1926 von Erich Glas |                                                                    |
| 09050581 | Elsa-Brändström-Straße 32, 38–50, 43–49 Trelleborger Straße 45–51, 60, 62 Westerlandstraße 10–14 (Lage)                                                              | Wohnanlage Elsa-Brändström-Straße                                                                                        | Eckhaus Pfarrer Jungklaus Straße, 1926 von Erich Glas |                                                                    |
| 09050582 | Elsa-Brändström-Straße 33, 34–36 Trelleborger Straße 66 (Lage) | Evangelische Hoffnungskirche                                                                                             | Kirche mit Vorplatz, 1912–13 von Walter Koeppen | Hoffnungskirche                                                    |
| 09050582 | Elsa-Brändström-Straße 33, 34–36 Trelleborger Straße 66 (Lage) | Evangelische Hoffnungskirche                                                                                             | Gemeindehaus, 1912–13 von Walter Koeppen |                                                                    |
| 09085239 | Florastraße 63/64 Dusekestraße 1–8 (Lage) | Wohnanlage Florastraße/Dusekestraße                                                                                      | östliche Straßenseite, 1928 von Alfred Wiener und Hans Jaretzki |                                                                    |
| 09085239 | Florastraße 63/64 Dusekestraße 1–8 (Lage) | Wohnanlage Florastraße/Dusekestraße                                                                                      | westliche Straßenseite |                                                                    |
| 09050572 | Forchheimer Straße 1–27 Kissingenplatz 1–4 Laudaer Straße 1–8, 10–12 Neumannstraße 16, 18–34 Zellinger Weg 11 (Lage)                                                 | Kissingenviertel, Wohnanlage Bestandteil des Ensembles: Kissingenviertel                                                 | 1929–30 von Hans Kraffert |                                                                    |
| 09050480 | Galenusstraße 6–24 Galenusstraße 6–16 Klaustaler Straße 16–21 Paracelsusstraße 1–8, 50–54 Prießnitzstraße 1–10 (Lage)                                                | Wohnanlage Paracelsusstraße I mit umgebenden Freiflächen Bestandteil des Ensembles: Galenusstraße                        | 1924–27 von Carl Fenten und Rudolf Klante (siehe auch Gartendenkmal) |                                                                    |
| 09050583 | Galenusstraße 56–63D (Lage) | Städtisches Krankenhaus Pankow                                                                                           | Krankenhausgebäude, 1905–1906 von Wilhelm Johow Das Krankenhaus wurde 2001 geschlossen; seit 2006 dient es als Schule.                                                                       |                                                                    |
| 09050583 | Galenusstraße 56–63D (Lage) | Städtisches Krankenhaus Pankow                                                                                           | Verwaltungsgebäude, Erweiterung Verwaltungsgebäude und Pathologie, um 1930 |                                                                    |
| 09050583 | Galenusstraße 56–63D (Lage) | Städtisches Krankenhaus Pankow                                                                                           | Pathologie, Erweiterung Verwaltungsgebäude und Pathologie, um 1930 |                                                                    |
| 09050583 | Galenusstraße 56–63D (Lage) | Städtisches Krankenhaus Pankow                                                                                           | Wirtschafts- und Betriebsgebäude |                                                                    |
| 09050583 | Galenusstraße 56–63D (Lage) | Städtisches Krankenhaus Pankow                                                                                           | Einfriedung |                                                                    |
| 09050563 | Gemündener Straße 1–41 Granitzstraße 25–28 Karlstadter Straße 1–7 Kissingenplatz 8–10 Kissingenstraße 28A–32 Miltenberger Weg 1–10 (Lage)                            | Wohnanlage Bestandteil des Ensembles: Kissingenviertel                                                                   | 1928–30 von Mebes & Emmerich durch die Gemeinnützige Baugenossenschaft Steglitz GmbH |                                                                    |
| 09085240 | Görschstraße 42–44 Florastraße 82-83 Neue Schönholzer Straße 10 Wollankstraße 131 (Lage)                                                                             | 5. Gemeindeschule für Knaben & Höhere Töchterschule & 1. Gemeindeschule für Mädchen (heute Carl-von-Ossietzky-Gymnasium) | Wollankstraße 131: Bauteil I, 5. Gemeindeschule für Knaben, Gemischte Schule, 1909–11 von Carl Fenten, Rudolf Klante, Eilert Franzen und den Bildhauern Hans Schmidt und Franz Pristel       |                                                                    |
| 09085240 | Görschstraße 42–44 Florastraße 82-83 Neue Schönholzer Straße 10 Wollankstraße 131 (Lage)                                                                             | 5. Gemeindeschule für Knaben & Höhere Töchterschule & 1. Gemeindeschule für Mädchen (heute Carl-von-Ossietzky-Gymnasium) | Görschstraße 42–44: Bauteil II, Höhere Töchterschule, Höheres Lehrerinnenseminar |                                                                    |
| 09085240 | Görschstraße 42–44 Florastraße 82-83 Neue Schönholzer Straße 10 Wollankstraße 131 (Lage)                                                                             | 5. Gemeindeschule für Knaben & Höhere Töchterschule & 1. Gemeindeschule für Mädchen (heute Carl-von-Ossietzky-Gymnasium) | Kesselhaus/Turnhalle |                                                                    |
| 09085240 | Görschstraße 42–44 Florastraße 82-83 Neue Schönholzer Straße 10 Wollankstraße 131 (Lage)                                                                             | 5. Gemeindeschule für Knaben & Höhere Töchterschule & 1. Gemeindeschule für Mädchen (heute Carl-von-Ossietzky-Gymnasium) | im Hof der Neuen Schönholzer Straße 10: Bauteil III, 1. Gemeindeschule für Mädchen (Umbau der Jenrich’schen Privatschule, früher Höhere Töchterschule, 1901)                                 |                                                                    |
| 09050564 | Granitzstraße 9–20 Neumannstraße 45–48 Stubnitzstraße 15–24 (Lage)                                                                                                   | Wohnanlage mit Freiflächen Bestandteil des Ensembles: Kissingenviertel                                                   | 1926–27 von Mebes & Emmerich |                                                                    |
| 09050565 | Granitzstraße 21–24 Miltenberger Weg 11–16 Neumannstraße 40–44A (Lage)                                                                                               | Wohnanlage mit Freiflächen Bestandteil des Ensembles: Kissingenviertel                                                   | um 1925 von Mebes & Emmerich |                                                                    |
| 09050566 | Granitzstraße 29–32, 34–37, 39–42 Dettelbacher Weg 27–51 Gemündener Straße 24–42 Karlstadter Straße 20–40, 42–44 Retzbacher Weg 62–84, 86 Zeiler Weg 1–15, 21 (Lage) | „Birkenhof“, „Kastanienhof“, „Tannenhof“, Wohnanlagen mit Freiflächen Bestandteil des Ensembles: Kissingenviertel        | „Birkenhof“, 1930–31 von Mebes & Emmerich, Jacobus Goettel |                                                                    |
| 09050566 | Granitzstraße 29–32, 34–37, 39–42 Dettelbacher Weg 27–51 Gemündener Straße 24–42 Karlstadter Straße 20–40, 42–44 Retzbacher Weg 62–84, 86 Zeiler Weg 1–15, 21 (Lage) | „Birkenhof“, „Kastanienhof“, „Tannenhof“, Wohnanlagen mit Freiflächen Bestandteil des Ensembles: Kissingenviertel        | „Kastanienhof“ |                                                                    |
| 09050566 | Granitzstraße 29–32, 34–37, 39–42 Dettelbacher Weg 27–51 Gemündener Straße 24–42 Karlstadter Straße 20–40, 42–44 Retzbacher Weg 62–84, 86 Zeiler Weg 1–15, 21 (Lage) | „Birkenhof“, „Kastanienhof“, „Tannenhof“, Wohnanlagen mit Freiflächen Bestandteil des Ensembles: Kissingenviertel        | „Tannenhof“ |                                                                    |
| 09085260 | Hadlichstraße 41, 44 Berliner Straße 123-125 (Lage) | Zigarettenfabrik Garbáty                                                                                                 | Fabrikgebäude, 1906 und 1912–15 von Paul Ueberholz; |                                                                    |
| 09085260 | Hadlichstraße 41, 44 Berliner Straße 123-125 (Lage) | Zigarettenfabrik Garbáty                                                                                                 | östlicher Anbau 1929–31 von Fritz Höger |                                                                    |
| 09085260 | Hadlichstraße 41, 44 Berliner Straße 123-125 (Lage) | Zigarettenfabrik Garbáty                                                                                                 | Speichergebäude |                                                                    |
| 09085260 | Hadlichstraße 41, 44 Berliner Straße 123-125 (Lage) | Zigarettenfabrik Garbáty                                                                                                 | Kontor- und Wohnhaus |                                                                    |
| 09085260 | Hadlichstraße 41, 44 Berliner Straße 123-125 (Lage) | Zigarettenfabrik Garbáty                                                                                                 | Einfriedung |                                                                    |
| 09085247 | Heynstraße 21–24 (Lage) | Wohnanlage mit Freiflächen                                                                                               | um 1910 |                                                                    |
| 09085247 | Heynstraße 21–24 (Lage) | Wohnanlage mit Freiflächen                                                                                               | Innenhöfe mit Hinterhäusern |                                                                    |
| 09050567 | Karlstadter Straße 4–6 Kissingenstraße 28A–29A Retzbacher Weg 39–47 (Lage)                                                                                           | Wohnanlage Retzbacher Weg Bestandteil des Ensembles: Kissingenviertel                                                    | 1930–31 von Mebes & Emmerich |                                                                    |
| 09055140 | Karlstadter Straße 8–18 Retzbacher Weg 49–61 Zeiler Weg 12–18 (Lage)                                                                                                 | Wohnanlage mit Vorgärten Bestandteil des Ensembles: Kissingenviertel                                                     | 1931–32 von Ernst Paulus & Günther Paulus |                                                                    |
| 09085359 | Kavalierstraße 30–32 (Lage) | Doppelvilla | 1889 |                                                                    |
| 09050568 | Kissingenplatz 11–13 Miltenberger Weg 17–21 Neumannstraße 35–39 (Lage)                                                                                               | Wohnanlage Bestandteil des Ensembles: Kissingenviertel                                                                   | 1926 von Mebes & Emmerich |                                                                    |
| 09050584 | Kissingenstraße 5/6 Arkonastraße 56, 62 (Lage) | Amtsgericht Pankow mit Vorgarteneinfriedung                                                                              | 1902–06 von Paul Thoemer und Rudolf Mönnich | Amtsgericht Pankow                                                 |
| 09050584 | Kissingenstraße 5/6 Arkonastraße 56, 62 (Lage) | Amtsgericht Pankow mit Vorgarteneinfriedung                                                                              | Teilverlust: Gerichtsgefängnis (Borkumstraße 20/21), Aberkennung 2020 |                                                                    |
| 09050585 | Kissingenstraße 7–10 Borkumstraße 18–19A Lauterbachstraße 4–9 Lohmestraße 1–6 Sellinstraße 1–12 (Lage)                                                               | Wohnanlagen Sellinstraße                                                                                                 | um 1926–28 von Otto Rudolf Salvisberg |                                                                    |
| 09050586 | Kissingenstraße 12 Borkumstraße 16A, 17 (Lage) | Realgymnasium Pankow | Schule, 1906–07 von Wilhelm Johow |                                                                    |
| 09050586 | Kissingenstraße 12 Borkumstraße 16A, 17 (Lage) | Realgymnasium Pankow | Rektorenwohnhaus |                                                                    |
| 09050586 | Kissingenstraße 12 Borkumstraße 16A, 17 (Lage) | Realgymnasium Pankow | Turnhalle |                                                                    |
| 09050587 | Kissingenstraße 33/34 (Lage) | Pfarrkirche St. Georg | Pfarrkirche St. Georg, 1907–09 von Hugo Schneider |                                                                    |
| 09050587 | Kissingenstraße 33/34 (Lage) | Pfarrkirche St. Georg | Schwesternhaus |                                                                    |
| 09050587 | Kissingenstraße 33/34 (Lage) | Pfarrkirche St. Georg | Pfarr- und Gemeindehaus |                                                                    |
| 09050569 | Kissingenstraße 35/36 Neumannstraße 49–55 Stubnitzstraße 2–14 (Lage)                                                                                                 | Wohnanlage mit Innenhof Bestandteil des Ensembles: Kissingenviertel                                                      | 1925–26 von Mebes & Emmerich |                                                                    |
| 09050569 | Kissingenstraße 35/36 Neumannstraße 49–55 Stubnitzstraße 2–14 (Lage)                                                                                                 | Wohnanlage mit Innenhof Bestandteil des Ensembles: Kissingenviertel                                                      | Innenhof |                                                                    |
| 09050588 | Maximilianstraße 16–25 Brixener Straße 55–69 Dolomitenstraße 44–56, 64–68 (Lage)                                                                                     | Wohnanlage mit Innenhof                                                                                                  | Wohnhof, 1928–30, 1932, 1954–55 von Willy Brede |                                                                    |
| 09050588 | Maximilianstraße 16–25 Brixener Straße 55–69 Dolomitenstraße 44–56, 64–68 (Lage)                                                                                     | Wohnanlage mit Innenhof                                                                                                  | Wohnzeile, 1932, 1954–55 von Willy Brede |                                                                    |
| 09050588 | Maximilianstraße 16–25 Brixener Straße 55–69 Dolomitenstraße 44–56, 64–68 (Lage)                                                                                     | Wohnanlage mit Innenhof                                                                                                  | Innenhof, 1932, 1954–55 von Willy Brede |                                                                    |
| 09085250 | Mühlenstraße 2/2A (Lage) | Wohnanlage mit Freiflächen                                                                                               | 1906 von M. Scheiding |                                                                    |
| 09085250 | Mühlenstraße 2/2A (Lage) | Wohnanlage mit Freiflächen                                                                                               | Innenhof |                                                                    |
| 09085274 | Mühlenstraße 10/11 Neue Schönholzer Straße (Lage) | Mälzerei der Schultheiß-Brauerei                                                                                         | Alte Mälzerei, Darren, Tennen, Kessel- und Maschinenhaus, 1874, 1881–88 von Arthur Rohmer | Alte Mälzerei                                                      |
| 09085274 | Mühlenstraße 10/11 Neue Schönholzer Straße (Lage) | Mälzerei der Schultheiß-Brauerei                                                                                         | Werkstattgebäude |                                                                    |
| 09085274 | Mühlenstraße 10/11 Neue Schönholzer Straße (Lage) | Mälzerei der Schultheiß-Brauerei                                                                                         | Spritzenhaus |                                                                    |
| 09085274 | Mühlenstraße 10/11 Neue Schönholzer Straße (Lage) | Mälzerei der Schultheiß-Brauerei                                                                                         | Neue Mälzerei, Darre, Erweiterung Kontorgebäude, Lagergebäude, 1898–1902 von Ernst Tielebier                                                                                                 | Alte Mälzerei                                                      |
| 09085274 | Mühlenstraße 10/11 Neue Schönholzer Straße (Lage) | Mälzerei der Schultheiß-Brauerei                                                                                         | nördliche Tenne |                                                                    |
| 09085370 | Pankgrafenstraße 5–8 Pestalozzistraße 12, 14 (Lage) | Mietshausgruppe | Pankgrafenstraße 5, 1909–10 von Carl Schmidt |                                                                    |
| 09085370 | Pankgrafenstraße 5–8 Pestalozzistraße 12, 14 (Lage) | Mietshausgruppe | Pankgrafenstraße 7 |                                                                    |
| 09085370 | Pankgrafenstraße 5–8 Pestalozzistraße 12, 14 (Lage) | Mietshausgruppe | Pankgrafenstraße 6 |                                                                    |
| 09085370 | Pankgrafenstraße 5–8 Pestalozzistraße 12, 14 (Lage) | Mietshausgruppe | Pankgrafenstraße 8 |                                                                    |
| 09085379 | Prenzlauer Promenade Am Feuchten Winkel (Lage) | Betriebswerk Pankow, Ringlokschuppen Bestandteil des Ensembles: Betriebswerk Pankow                                      | Ringlokschuppen, 1901–1906, 1909, 1921 |                                                                    |
| 09085379 | Prenzlauer Promenade Am Feuchten Winkel (Lage) | Betriebswerk Pankow, Ringlokschuppen Bestandteil des Ensembles: Betriebswerk Pankow                                      | Drehscheibe |                                                                    |
| 09050570 | Prenzlauer Promenade 129–143 Kissingenstraße 21A–24A Retzbacher Weg 4–6, 12–32 (Lage)                                                                                | Wohnanlage Zeppelin mit Freiflächen Bestandteil des Ensembles: Kissingenviertel                                          | 1930–31 von Walter Borchard und Georg Thoféhrn |                                                                    |
| 09085386 | Thulestraße 39–41 Eschengraben 40 (Lage) | Gemeindeschule, 5. Grundschule, 6. Grundschule                                                                           | Schule, 1892–93 von Christian F. Malingriaux |                                                                    |
| 09085386 | Thulestraße 39–41 Eschengraben 40 (Lage) | Gemeindeschule, 5. Grundschule, 6. Grundschule                                                                           | Gebäude, um 1905 |                                                                    |
| 09085386 | Thulestraße 39–41 Eschengraben 40 (Lage) | Gemeindeschule, 5. Grundschule, 6. Grundschule                                                                           | Gebäude, um 1910 von Wilhelm Johow |                                                                    |
| 09085386 | Thulestraße 39–41 Eschengraben 40 (Lage) | Gemeindeschule, 5. Grundschule, 6. Grundschule                                                                           | Toilettengebäude, um 1910 von Wilhelm Johow |                                                                    |
| 09050590 | Thulestraße 61–63 Eschengraben 54 Hardangerstraße 1–5 Talstraße 1/2A (Lage)                                                                                          | Wohnanlage mit Freiflächen und Innenhof                                                                                  | 1925–26 von Erwin Anton Gutkind |                                                                    |
| 09050591 | Trelleborger Straße 53–63 Elsa-Brändström-Straße 30 Vinetastraße 53–55 (Lage)                                                                                        | Wohnanlage | 1930–32 |                                                                    |
| 09065334 | Wilhelm-Kuhr-Straße 9 Cottastraße Heinrich-Mann-Straße Kreuzstraße Schönholzer Straße (Lage)                                                                         | Bürgerpark Pankow | 1854 von Wilhelm Perring, Umgestaltung um 1965 | Eingangstor zum Bürgerpark; 1989                                   |
| 09065334 | Wilhelm-Kuhr-Straße 9 Cottastraße Heinrich-Mann-Straße Kreuzstraße Schönholzer Straße (Lage)                                                                         | Bürgerpark Pankow | Kastellanshaus, um 1860 Es ist ein eingeschossiger Putzbau unter einem Walmdach im Stil des Historismus, der Eingangsbereich zur Straße hin ist mit einem dreiseitigen Vorbau hervorgehoben. |                                                                    |
| 09065334 | Wilhelm-Kuhr-Straße 9 Cottastraße Heinrich-Mann-Straße Kreuzstraße Schönholzer Straße (Lage)                                                                         | Bürgerpark Pankow | Einfriedung, Alexander Poetschke |                                                                    |
| 09065334 | Wilhelm-Kuhr-Straße 9 Cottastraße Heinrich-Mann-Straße Kreuzstraße Schönholzer Straße (Lage)                                                                         | Bürgerpark Pankow | Eingangsportal, um 1860 | Eingangstor zum Bürgerpark; 1989                                   |
| 09065334 | Wilhelm-Kuhr-Straße 9 Cottastraße Heinrich-Mann-Straße Kreuzstraße Schönholzer Straße (Lage)                                                                         | Bürgerpark Pankow | Pavillon, um 1860, Restaurierung 1991 Dieser loggienartige Pavillon ist ein Rest der früheren Mauer des Parks, die hier entlang der Panke verlief.                                           | Eingangstor zum Bürgerpark; 1989                                   |
| 09065334 | Wilhelm-Kuhr-Straße 9 Cottastraße Heinrich-Mann-Straße Kreuzstraße Schönholzer Straße (Lage)                                                                         | Bürgerpark Pankow | Meierei, 1868 | Eingangstor zum Bürgerpark; 1989                                   |
| 09065334 | Wilhelm-Kuhr-Straße 9 Cottastraße Heinrich-Mann-Straße Kreuzstraße Schönholzer Straße (Lage)                                                                         | Bürgerpark Pankow | Gärtnerhaus, um 1860 |                                                                    |
| 09065334 | Wilhelm-Kuhr-Straße 9 Cottastraße Heinrich-Mann-Straße Kreuzstraße Schönholzer Straße (Lage)                                                                         | Bürgerpark Pankow | Statue Johannes R. Becher, 1960 von Fritz Cremer | Eingangstor zum Bürgerpark; 1989                                   |
| 09065334 | Wilhelm-Kuhr-Straße 9 Cottastraße Heinrich-Mann-Straße Kreuzstraße Schönholzer Straße (Lage)                                                                         | Bürgerpark Pankow | Büste Heinrich Mann, 1954 von Gustav Seitz | Eingangstor zum Bürgerpark; 1989                                   |
| 09065334 | Wilhelm-Kuhr-Straße 9 Cottastraße Heinrich-Mann-Straße Kreuzstraße Schönholzer Straße (Lage)                                                                         | Bürgerpark Pankow | Parkbücherei, 1984 vom VEB Projektierung im VEB BKM |                                                                    |
| 09065334 | Wilhelm-Kuhr-Straße 9 Cottastraße Heinrich-Mann-Straße Kreuzstraße Schönholzer Straße (Lage)                                                                         | Bürgerpark Pankow | Eingang Kreuzstraße, um 1925 |                                                                    |
| 09065334 | Wilhelm-Kuhr-Straße 9 Cottastraße Heinrich-Mann-Straße Kreuzstraße Schönholzer Straße (Lage)                                                                         | Bürgerpark Pankow | Brunnen, 1965–66 |                                                                    |
| 09065334 | Wilhelm-Kuhr-Straße 9 Cottastraße Heinrich-Mann-Straße Kreuzstraße Schönholzer Straße (Lage)                                                                         | Bürgerpark Pankow | Turnende Kinder, 1965 von Gerhard Rommel |                                                                    |
| 09065334 | Wilhelm-Kuhr-Straße 9 Cottastraße Heinrich-Mann-Straße Kreuzstraße Schönholzer Straße (Lage)                                                                         | Bürgerpark Pankow | Gazelle, 1958 von Walter Sutkowski |                                                                    |
| 09065334 | Wilhelm-Kuhr-Straße 9 Cottastraße Heinrich-Mann-Straße Kreuzstraße Schönholzer Straße (Lage)                                                                         | Bürgerpark Pankow | Der Hahn, 1968 von Heinz Worner |                                                                    |
| 09065334 | Wilhelm-Kuhr-Straße 9 Cottastraße Heinrich-Mann-Straße Kreuzstraße Schönholzer Straße (Lage)                                                                         | Bürgerpark Pankow | Litfaßsäule, um 1910 |                                                                    |
| 09050592 | Wisbyer Straße 41–44A Max-Koska-Straße 4–12 Spiekermannstraße 27–29 Talstraße 7–12 (Lage)                                                                            | Wohnanlage mit Vorgärten und Gartenhöfen                                                                                 | Wohnhof, 1909–10 von Paul Mebes (siehe auch Gartendenkmal Wisbyer Straße 43/44) |                                                                    |
| 09050592 | Wisbyer Straße 41–44A Max-Koska-Straße 4–12 Spiekermannstraße 27–29 Talstraße 7–12 (Lage)                                                                            | Wohnanlage mit Vorgärten und Gartenhöfen                                                                                 | Wohnhöfe, 1909–10 von Paul Mebes |                                                                    |
| 09050592 | Wisbyer Straße 41–44A Max-Koska-Straße 4–12 Spiekermannstraße 27–29 Talstraße 7–12 (Lage)                                                                            | Wohnanlage mit Vorgärten und Gartenhöfen                                                                                 | Lehrerinnenheim, 1909–10 von Paul Mebes |                                                                    |
| 09050593 | Wisbyer Straße 45–50 Neumannstraße 1/2 Spiekermannstraße 17–26 (Lage)                                                                                                | Wohnanlage | 1928–30 von Paul Zimmerreimer |                                                                    |
| 09050593 | Wisbyer Straße 45–50 Neumannstraße 1/2 Spiekermannstraße 17–26 (Lage)                                                                                                | Wohnanlage | Grüner Innenhof |                                                                    |

## Baudenkmale
| Nr.      | Lage                                                                | Offizielle Bezeichnung                                                                                                   | Beschreibung                                                              | Bild                           |
| -------- | ------------------------------------------------------------------- | --- | ------------------------------------------------------------------------- | ------------------------------ |
| 09085257 | Am Schloßpark 20 (Lage)                                             | Musikschule Pankow | um 1890, Fassadenrekonstruktion um 1978                                   |                                |
| 09050594 | Berliner Straße Mühlenstraße (Lage)                                 | Bedürfnisanstalt mit Wartehäuschen und Zeitungskiosk                                                                     | um 1914 von Carl Fenten                                                   |                                |
| 09085258 | Berliner Straße 12 (Lage)                                           | Postamt | 1924 von Carl Schmidt, Sanierung um 1968 und 1993–94                      |                                |
| 09085341 | Berliner Straße 116 (Lage)                                          | Schalthaus | um 1900                                                                   | Schalthaus                     |
| 09085259 | Berliner Straße 120–121 (Lage)                                      | ehem. Jüdisches Waisenhaus                                                                                               | 1912–13 von Alexander Beer, Sanierung um 1968                             | ehem. Jüdisches Waisenhaus     |
| 09085261 | Berliner Straße 126–127 (Lage)                                      | Villa Garbáty | um 1890                                                                   | Villa Garbáty                  |
| 09085261 | Berliner Straße 126–127 (Lage)                                      | Villa Garbáty | Gartenanlage und Einfriedung                                              |                                |
| 09085243 | Breite Straße 37 (Lage)                                             | Ev. Kirche Zu den vier Evangelisten                                                                                      | 13. Jh., 15. Jh., 1858–59 von Friedrich August Stüler, 1906–08            | Dorfkirche Pankow              |
| 09085342 | Breite Straße 16 (Lage)                                             | Mietshaus | 1906–07 von Franz Hackradt                                                |                                |
| 09085402 | Breite Straße 16A (Lage)                                            | Mietshaus | 1906–07 von Franz Hackradt                                                |                                |
| 09085245 | Breite Straße 24A–26 Neue Schönholzer Straße 36 (Lage)              | Rathaus Pankow | 1901–03 von Wilhelm Johow                                                 | Rathaus Pankow                 |
| 09085245 | Breite Straße 24A–26 Neue Schönholzer Straße 36 (Lage)              | Rathaus Pankow | Erweiterungsbau, 1927–1929 von A. Poetschke und Rudolf Klante             | Rathaus Pankow                 |
| 09085246 | Breite Straße 32 (Lage)                                             | Wohnhaus | um 1880                                                                   |                                |
| 09085222 | Breite Straße 43 (Lage)                                             | Villa Bestandteil des Ensembles: Breite Straße                                                                           | um 1870                                                                   |                                |
| 09085225 | Breite Straße 45 (Lage)                                             | Hildebrand Haus (sogenanntes Kavalierhaus) mit vier Sandsteinputti im Vorgarten Bestandteil des Ensembles: Breite Straße | um 1765                                                                   | Hildebrand Haus                |
| 09085225 | Breite Straße 45 (Lage)                                             | Hildebrand Haus (sogenanntes Kavalierhaus) mit vier Sandsteinputti im Vorgarten Bestandteil des Ensembles: Breite Straße | Reste des rückwärtigen Gartens                                            |                                |
| 09085227 | Breite Straße 48 (Lage)                                             | Mietshaus Bestandteil des Ensembles: Breite Straße                                                                       | um 1905                                                                   |                                |
| 09097199 | Damerowstraße 15 (Lage)                                             | Gartenlaube | 1895 von Th. Siems                                                        |                                |
| 09085344 | Dusekestraße 43 (Lage)                                              | ehemaliges Park-Sanatorium                                                                                               | 1899–1900 von Kristeller und Sonnenthal                                   |                                |
| 09085264 | Florapromenade 4 (Lage)                                             | Verwaltungsbau mit Einfriedung                                                                                           | 1926–1927 von Rudolf Klante                                               |                                |
| 09085349 | Florastraße 2A (Lage)                                               | Mietshaus mit Remise | 1898 von Christian F. Malingriaux                                         |                                |
| 09085349 | Florastraße 2A (Lage)                                               | Mietshaus mit Remise | Remise                                                                    |                                |
| 09085350 | Florastraße 12 (Lage)                                               | Wohnhaus | 1891 von Christian F. Malingriaux                                         |                                |
| 09085265 | Florastraße 22 (Lage)                                               | Wohnhaus | 1893                                                                      |                                |
| 09085266 | Florastraße 52 (Lage)                                               | S-Bahnhof Pankow | Empfangsgebäude, um 1908–1916 von Ernst Schwartz und Karl Cornelius       | Bahnhof Pankow                 |
| 09085266 | Florastraße 52 (Lage)                                               | S-Bahnhof Pankow | Wohn- und Verwaltungsgebäude                                              | Bahnhof Pankow                 |
| 09085266 | Florastraße 52 (Lage)                                               | S-Bahnhof Pankow | Treppenaufgang                                                            | Bahnhof Pankow                 |
| 09085266 | Florastraße 52 (Lage)                                               | S-Bahnhof Pankow | Bahnsteig                                                                 | Bahnhof Pankow                 |
| 09085267 | Florastraße 67 (Lage)                                               | Gewerbebau | um 1890                                                                   |                                |
| 09085268 | Gaillardstraße 8–12 (Lage)                                          | Friedhofskapelle auf dem 2. Städtischen Friedhof Pankow                                                                  | um 1900                                                                   |                                |
| 09085269 | Görschstraße 45–46 (Lage)                                           | ehem. Hauptzollamt (heute: Botschaft von Algerien)                                                                       | 1914–1915 von Carl Fenten                                                 |                                |
| 09085270 | Grunowstraße 8–11 (Lage)                                            | Gesundheitshaus | 1926–1928 von Eilert Franzen                                              |                                |
| 09085270 | Grunowstraße 8–11 (Lage)                                            | Gesundheitshaus | hofseitiges Abort                                                         |                                |
| 09085241 | Grunowstraße 17 (Lage)                                              | 2. Gemeindeschule Pankow                                                                                                 |                                                                           |                                |
| 09085241 | Grunowstraße 17 (Lage)                                              | 2. Gemeindeschule Pankow                                                                                                 | Schulgebäude, 1903–1904 von Wilhelm Johow                                 |                                |
| 09085241 | Grunowstraße 17 (Lage)                                              | 2. Gemeindeschule Pankow                                                                                                 | Turnhalle                                                                 |                                |
| 09085354 | Hadlichstraße 2 (Lage)                                              | Gemeindehaus | 1900–01 von Christian F. Malingiaux                                       |                                |
| 09050606 | Heynstraße 8 (Lage)                                                 | Mietshaus mit Vorgarten                                                                                                  | 1892–93 von Ernst Fröhlich (siehe auch Gartendenkmal Heynstraße 8)        |                                |
| 09050606 | Heynstraße 8 (Lage)                                                 | Mietshaus mit Vorgarten                                                                                                  | Wohnung im Originalzustand im 1. OG (Pankemuseum)                         |                                |
| 09085358 | Kavalierstraße 22 (Lage)                                            | Mietshaus | 1910 von Fr. Ernst                                                        |                                |
| 09085361 | Kreuzstraße 4, (Lage)                                               | Tanzschule am Bürgerpark                                                                                                 | um 1880                                                                   | Tanzschule Am Bürgerpark       |
| 09085248 | Kreuzstraße 16 (Lage)                                               | Vorstadtvilla mit Vorgarten                                                                                              | um 1870                                                                   |                                |
| 09050481 | Mendelstraße 41 Wolfshagener Straße 137 (Lage)                      | Mietshaus | 1903–1904 (siehe auch Gartendenkmal Mendelstraße 41)                      |                                |
| 09085364 | Mühlenstraße 24 (Lage)                                              | ehem. jüdisches Lehrlingsheim, Caragiale-Bibliothek                                                                      | 1896                                                                      |                                |
| 09085251 | Neue Schönholzer Straße 32 (Lage)                                   | Oberrealschule Pankow |                                                                           |                                |
| 09085251 | Neue Schönholzer Straße 32 (Lage)                                   | Oberrealschule Pankow | Vorderhaus, 1900                                                          |                                |
| 09085251 | Neue Schönholzer Straße 32 (Lage)                                   | Oberrealschule Pankow | Hofgebäude                                                                |                                |
| 09085251 | Neue Schönholzer Straße 32 (Lage)                                   | Oberrealschule Pankow | Turnhalle, 1905                                                           |                                |
| 09085244 | Pankgrafenstraße 1 (Lage)                                           | Orangerie, sogenanntes Gartenhaus                                                                                        | 1855, 1880                                                                |                                |
| 09060104 | Parkstraße 36 (Lage)                                                | Mietshaus | 1910 von Carl Schmidt                                                     |                                |
| 09055138 | Parkstraße 37/39 (Lage)                                             | ehem. Gartenhaus (Katholische Herz-Jesu-Kapelle)                                                                         | um 1790, nach 1823, um 1900 (siehe auch Gartendenkmal Parkstraße 37/39)   |                                |
| 09085275 | Parkstraße 62 (Lage)                                                | Mietshaus | um 1890                                                                   |                                |
| 09085276 | Pradelstraße 11 (Lage)                                              | Lutherhaus, Ev. Gemeindehaus                                                                                             | 1930 von Rudolf Klante und Ernst Christian Pfannschmidt                   |                                |
| 09050599 | Prenzlauer Promenade Pasewalker Straße (Lage)                       | Betriebswerk Pankow, Rundlokschuppen Bestandteil des Ensembles: Betriebswerk Pankow                                      | 1893                                                                      |                                |
| 09085380 | Prenzlauer Promenade Am Feuchten Winkel (Lage)                      | Betriebswerk Pankow, Sozialgebäude Bestandteil des Ensembles: Betriebswerk Pankow                                        | 1960–61 vom Entwurfs- und Vermessungsbüro Deutsche Reichsbahn             |                                |
| 09050600 | Prenzlauer Promenade Pasewalker Straße (Lage)                       | S-Bahnhof Pankow-Heinersdorf                                                                                             | Empfangsgebäude mit Brückensteg, 1913–1916 von Karl Cornelius und Lücking |                                |
| 09050600 | Prenzlauer Promenade Pasewalker Straße (Lage)                       | S-Bahnhof Pankow-Heinersdorf                                                                                             | Treppenaufgang, 1913–16 von Karl Cornelius und Lücking                    |                                |
| 09050600 | Prenzlauer Promenade Pasewalker Straße (Lage)                       | S-Bahnhof Pankow-Heinersdorf                                                                                             | Bahnsteig, 1913–16 von Karl Cornelius und Lücking                         |                                |
| 09085384 | Schulstraße 26 (Lage)                                               | Mietshaus mit Einfriedung                                                                                                | 1906 von Franz Hackradt                                                   |                                |
| 09085252 | Schulzestraße 2 (Lage)                                              | Wohnhaus | um 1875                                                                   |                                |
| 09085253 | Schulzestraße 40 (Lage)                                             | Wohnhaus | um 1905                                                                   |                                |
| 09085254 | Wilhelm-Kuhr-Straße 1 Schönholzer Straße 14 (Lage)                  | Wohnhaus | um 1860                                                                   | Wohnhaus Wilhelm-Kuhr-Straße 1 |
| 09085277 | Wilhelm-Kuhr-Straße 65 (Lage)                                       | Klär- und Pumpstation | 1892                                                                      | Klär- und Pumpstation          |
| 09085394 | Wisbyer Straße 59–65 Baumbachstraße 18 Trelleborger Straße 2 (Lage) | Wohnanlage | 1929 von Joh. Tenne                                                       |                                |
| 09085339 | Wollankstraße (Lage)                                                | S-Bahnbrücke | 1893                                                                      |                                |
| 09085278 | Wollankstraße (Lage)                                                | S-Bahnhof Wollankstraße                                                                                                  | Empfangsgebäude, 1893                                                     |                                |
| 09085278 | Wollankstraße (Lage)                                                | S-Bahnhof Wollankstraße                                                                                                  | S-Bahnbögen mit Treppenaufgang                                            |                                |
| 09085278 | Wollankstraße (Lage)                                                | S-Bahnhof Wollankstraße                                                                                                  | Bahnsteig auf Viadukt                                                     |                                |
| 09085279 | Wollankstraße 18 (Lage)                                             | Wohnhaus (Franziskanerkloster)                                                                                           | um 1890                                                                   |                                |
| 09085404 | Wollankstraße 19 (Lage)                                             | Wohnhaus | um 1890                                                                   |                                |
| 09085255 | Wollankstraße 130 (Lage)                                            | „Alte Bäckerei“, Wohnhaus mit Seitenflügel                                                                               | um 1860                                                                   | Alte Bäckerei                  |
| 09085255 | Wollankstraße 130 (Lage)                                            | „Alte Bäckerei“, Wohnhaus mit Seitenflügel                                                                               | Nebengebäude für die Bäckerei Hartmann, um 1875                           |                                |
| 09085401 | Wollankstraße 132 (Lage)                                            | Wohn- und Geschäftshaus                                                                                                  | 1906                                                                      |                                |
| 09085256 | Wollankstraße 134 (Lage)                                            | Wohnhaus | um 1880                                                                   |                                |
| 09095529 | Zeiler Weg 46 (Lage)                                                | Zivilschutz-Mehrzweckanlage SBW 300 Bestandteil des Ensembles: Kissingenviertel                                          | 1962–65                                                                   |                                |
| 09085396 | Zillertalstraße 1/27 Brixener Straße 45 Trienter Straße 26 (Lage)   | Wohnanlage | 1930                                                                      |                                |

## Gartendenkmale
| Nr.      | Lage                                                                                              | Offizielle Bezeichnung                                                                                        | Beschreibung                                                                                              | Bild |
| -------- | ------------------------------------------------------------------------------------------------- | --- | --- | ---- |
| 09046056 | Achtermannstraße 38–48 Klaustaler Straße 12–15 Paracelsusstraße 9–13 Prießnitzstraße 11–18 (Lage) | Hofanlage mit Einfriedungen und Freiflächen der Straßen Bestandteil des Ensembles: Galenusstraße              | 1927 von Josef Tiedemann; Vorgarten Achtermannstraße 43 (siehe auch Gesamtanlage Achtermannstraße 38–48)  |      |
| 09046060 | Amalienpark 1–8 Breite Straße 2–2A Wolfshagener Straße 90/96 (Lage)                               | Grünanlage und Vorgärten                                                                                      | 1896–1897 von Otto March, 1976–1977 Umgestaltung der Grünanlage (siehe auch Gesamtanlage Amalienpark 1–8) |      |
| 09046062 | Galenusstraße 6–16 Paracelsusstraße 1–8 Prießnitzstraße 1–10 Klaustaler Straße 16–21 (Lage)       | Innenhof, Vorgärten Prießnitzstraße, Galenusstraße, Paracelsusstraße Bestandteil des Ensembles: Galenusstraße | 1924–27 (siehe auch Gesamtanlage Galenusstraße 6–24)                                                      |      |
| 09046065 | Heynstraße 8 (Lage)                                                                               | Gartenhof mit Laube, Brunnen und Gartenplastiken                                                              | Laube, um 1900 (siehe auch Baudenkmal Heynstraße 8)                                                       |      |
| 09046065 | Heynstraße 8 (Lage)                                                                               | Gartenhof mit Laube, Brunnen und Gartenplastiken                                                              | Brunnen und Gartenplastiken                                                                               |      |
| 09046068 | Mendelstraße 41 Wolfshagener Straße 137 (Lage)                                                    | Gartenhof | 1904 mit Brunnen, Vorgarten und Einfriedung (siehe auch Baudenkmal Mendelstraße 41)                       |      |
| 09065343 | Parkstraße 37/39 (Lage)                                                                           | Garten des ehem. Gartenhauses (Katholische Herz-Jesu-Kapelle), mit Geländemodellierung und Altbaumbestand     | um 1790, nach 1823, um 1900 (siehe auch Baudenkmal Parkstraße 37/39)                                      |      |
| 09046074 | Wilhelm-Kuhr-Straße 6–8 Kreuzstraße (Lage)                                                        | Erster Gemeindefriedhof Pankow                                                                                | 1841, mit Einfriedung von 1908                                                                            |      |
| 09046073 | Wisbyer Straße 43–44 (Lage)                                                                       | Gartenhof | 1910 (siehe auch Gesamtanlage Wisbyer Straße 41–44A)                                                      |      |

## Bodendenkmale
| Nr.      | Lage                       | Offizielle Bezeichnung                      | Beschreibung            | Bild |
| -------- | -------------------------- | ------------------------------------------- | ----------------------- | ---- |
| 09097771 | Galenusstraße 61–63 (Lage) | Vogelfanganlage mit umgebendem Wassergraben | Frühe Neuzeit (16. Jh.) |      |

## Ehemalige Denkmale
| Nr.      | Lage                   | Offizielle Bezeichnung | Beschreibung                | Bild |
| -------- | ---------------------- | ---------------------- | --------------------------- | ---- |
| 09097765 | Damerowstr. 58a (Lage) | Schleifsteine          | 19./20. Jh., 2021 aberkannt |      |